# Dziubiński
Dziubiński (forma żeńska: Dziubińska, forma liczby mnogiej: Dziubińscy) – polskie nazwisko. Z początkiem lat 90. XX wieku Polskę zamieszkiwało 2700 osób o tym nazwisku. Rodziny szlacheckie o tym nazwisku pieczętowały się herbami Leliwa i Dołęga.

## Znani Dziubińscy
- prof. Izydor Dziubiński - (1929-2014) matematyk spec.analiza zespolona i równania różniczkowe
- Anulka Dziubinska – brytyjska modelka i aktorka
- Jadwiga Dziubińska (1874-1937) – posłanka
- Adrian Dziubiński – piłkarz
- Andrzej Dziubiński (ur. 1936) – historyk
- Bogdan Dziubiński (ur. 1958) – hokeista, reprezentant Polski, olimpijczyk
- Jan Dziubiński (ur. 1954) – polityk Prawa i Sprawiedliwości, prezydent Tarnobrzega
- Krystian Dziubiński (ur. 1988) – polski hokeista
- Marek Dziubiński – wykładowca Politechniki Łódzkiej
- Paweł Dziubiński – szachista
- Paweł Dziubiński – piłkarz
- Tomasz Dziubiński (ur. 1943) – gitarzysta, kompozytor
- Tomasz Dziubiński (1961-2010) – dyrektor generalny Metal Mind Productions
- Tomasz Dziubiński (ur. 1968) – piłkarz, reprezentant Polski
- Jacek Dziubiński (ur. 1967) - kpt. rez Wojska Polskiego. Absolwent WSGH oraz Wyższej Szkoły Oficerskiej Wojsk Lądowych.  Trzykrotny zwycięzca teleturnieju „Jeden z Dziesięciu”.